# Адам Дуткевич
Адам Джонатан Дуткевич (на английски: Adam Jonathan Dutkiewicz) е американски музикант и музикален продуцент, известен най-вече като китарист и беквокалист от метълкор бандата Killswitch Engage. 

## Биография
Адам Дуткевич е от полски произход, израснал е в Уестхямптън, Масачузетс. Завършва Berklee College of Music в Бостън, където учи за музикален продуцент, звукорежисьо и бас китарист. Тогава започва да свири с Джоел Строузъл в Aftershock. По-късно Дуткевич, Джоел Строузъл, Майк Д'Антонио и Джеси Лийч формират метълкор бандата Killswitch Engage.